# ゴスティヴァル
ゴスティヴァル（マケドニア語: Гостивар,アルバニア語: Gostivari,トルコ語: Gostivar）はマケドニア共和国のポロク地方にある都市で、人口は81,042人おり同国では最大規模の自治体の一つで、面積は1,341km2である。ゴスティヴァルは道路や鉄道の接続が良く、テトヴォや首都スコピエ、キチェヴォ、オフリド、デバルなど他の地域や都市に通じている。新しい高速道路がゴスティヴァル・テトヴォ間の24kmで1995年開通した。ゴスティヴァルはゴスティヴァル基礎自治体の中心である。

## 地理
ゴスティヴァルはこの地域ではもっとも重要な山の一つであるシャル山脈の麓に位置し、近くのヴルトク村はヴァルダル川の源流で、シャル山を元に標高683mに水源がある。ヴァルダル川はゴスティヴァルを流れ、スコピエを経由しそのままマケドニア共和国領内を流れてギリシャに入るとテッサロニキ付近でエーゲ海に注ぐ。

## 統計
2002年の統計によればゴスティヴァル市部の人口は35,847人で、民族構成は次の通りである。
- アルバニア人, 16,890人 (47.1%)
- マケドニア人, 11,885人 (33.2%)
- トルコ人, 4,559人 (12.7%)
- ロマ, 1,899人 (5.3%)
- その他, 614人 (1.7%)

## 歴史

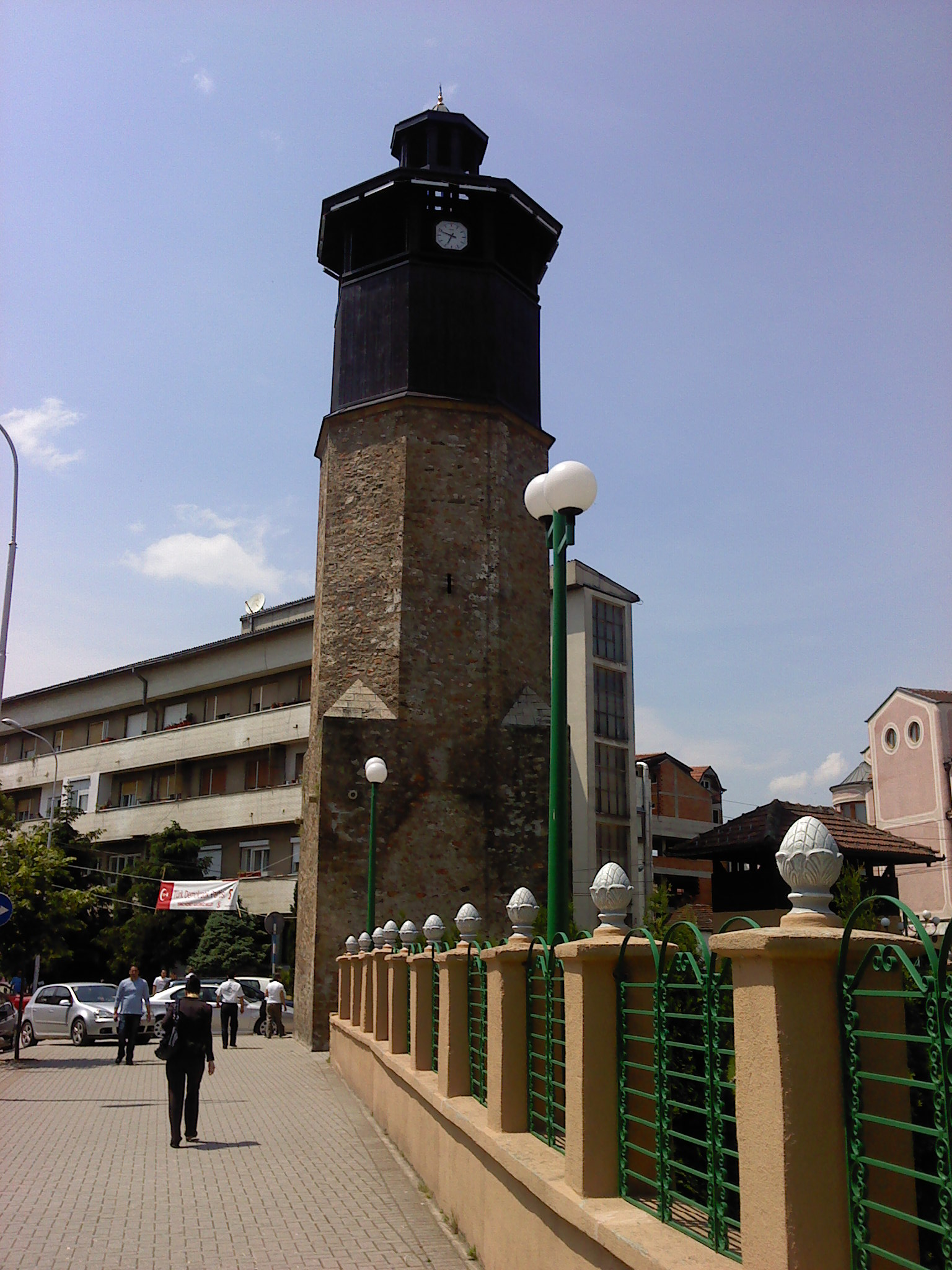
ゴスティヴァル時計塔

紀元前170年に築かれたドラウダクと呼ばれるゴスティヴァル近くの町は知られていた。ローマの歴史家ティトゥス・リウィウスの初期の記録によればマケドニア王国最後の王であったペルセウスは10,000の長で、現代のキチェヴォである当時のウスカナを獲得後、今日のゴスティヴァルであるドラウ・ダク（Drau-Dak）を襲撃している。

## 経済
ゴスティヴァルは商業都市で、19世紀後半から多くの商人が行商や青空市などで商売を始めていた。これらの市の日は火曜日であった。商人はクルシェヴォ、キチェヴォ、ヴェレスなどからやって来て当時の商業の中心としてのゴスティヴァルを築いている。しかし、今日では電気、機械整備工などが増えておりゴスティヴァルは現代的な都市となっている。重要な事実として20,000人が故国から離れ海外で働く市民で、自治体の重要な財政源となっている。毎年、6月から8月にかけて都市に戻る多くの市民により50万ユーロが町にもたらされる。

## 観光
ゴスティヴァルから26km離れた場所に位置するザレ・ラザレヴスキ（"Zare Lazarevski"）はマケドニアのスキーリゾート地の一つで、マヴロヴォ国立公園に位置している。国立公園は眺望や美しい湖などで独特の自然美があり、山地には豊かな植生や動物生がありマケドニアの中でも美しいもののうちの一つとされている。周辺部には宿泊施設やスポーツ施設などツーリスト用の設備も整っている。シャル山脈はこの地域では重要な山岳地で、幅12km長さ80kmの範囲で広がり毎年11月から翌年3月か4月頃まで雪に覆われている。最高峰はティトヴ・ヴルヴで海抜2,760mである。夏にはシャル山脈では牧草地が広がり、牧畜も行われており酪農も盛んで質の高いチーズなどを味わうことも出来る。他にも幅広い植生から薬効性のハーブが取れたりすることからこの地域では健康に良い食事を味わうことが出来る。

## ギャラリー

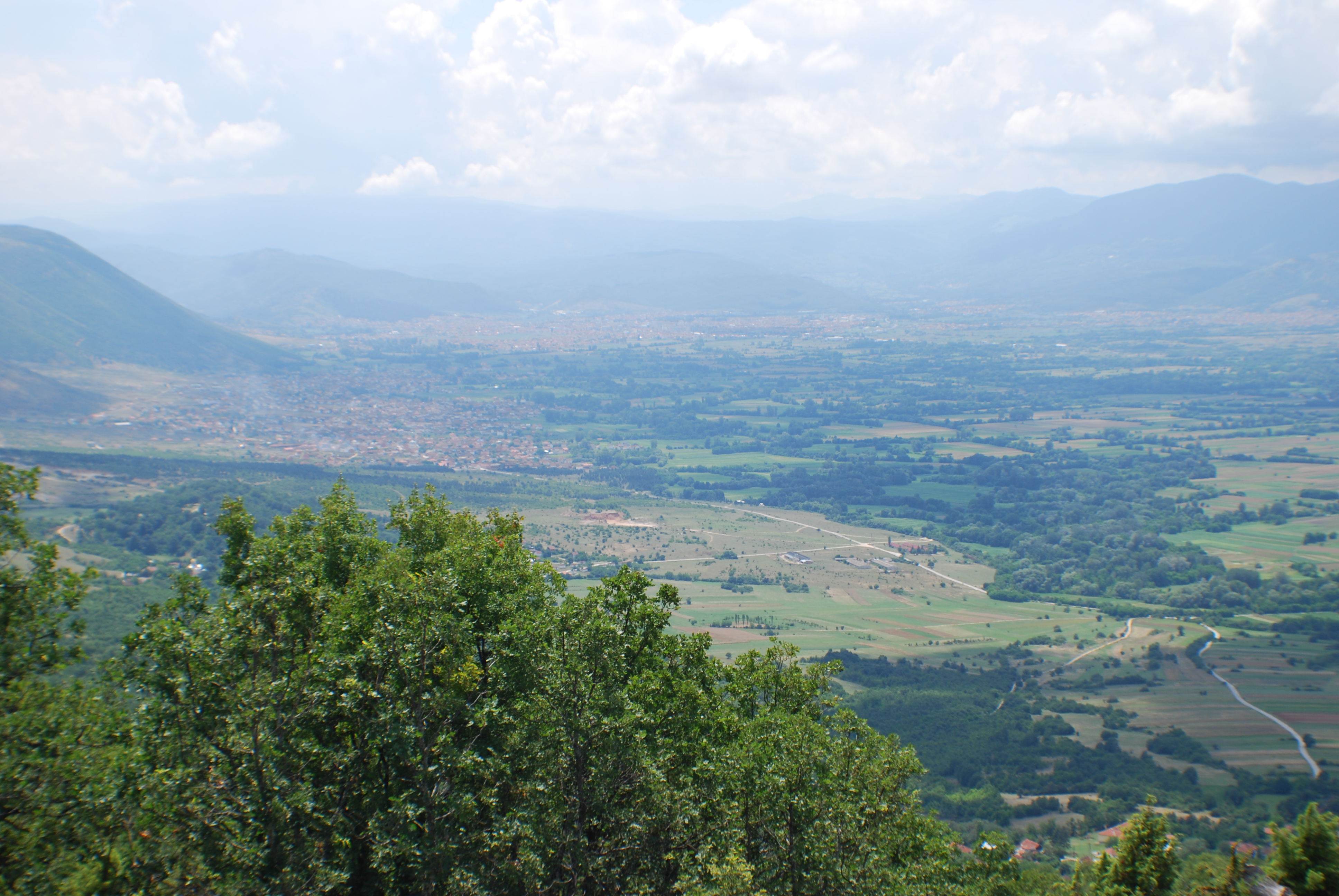
ポロク盆地
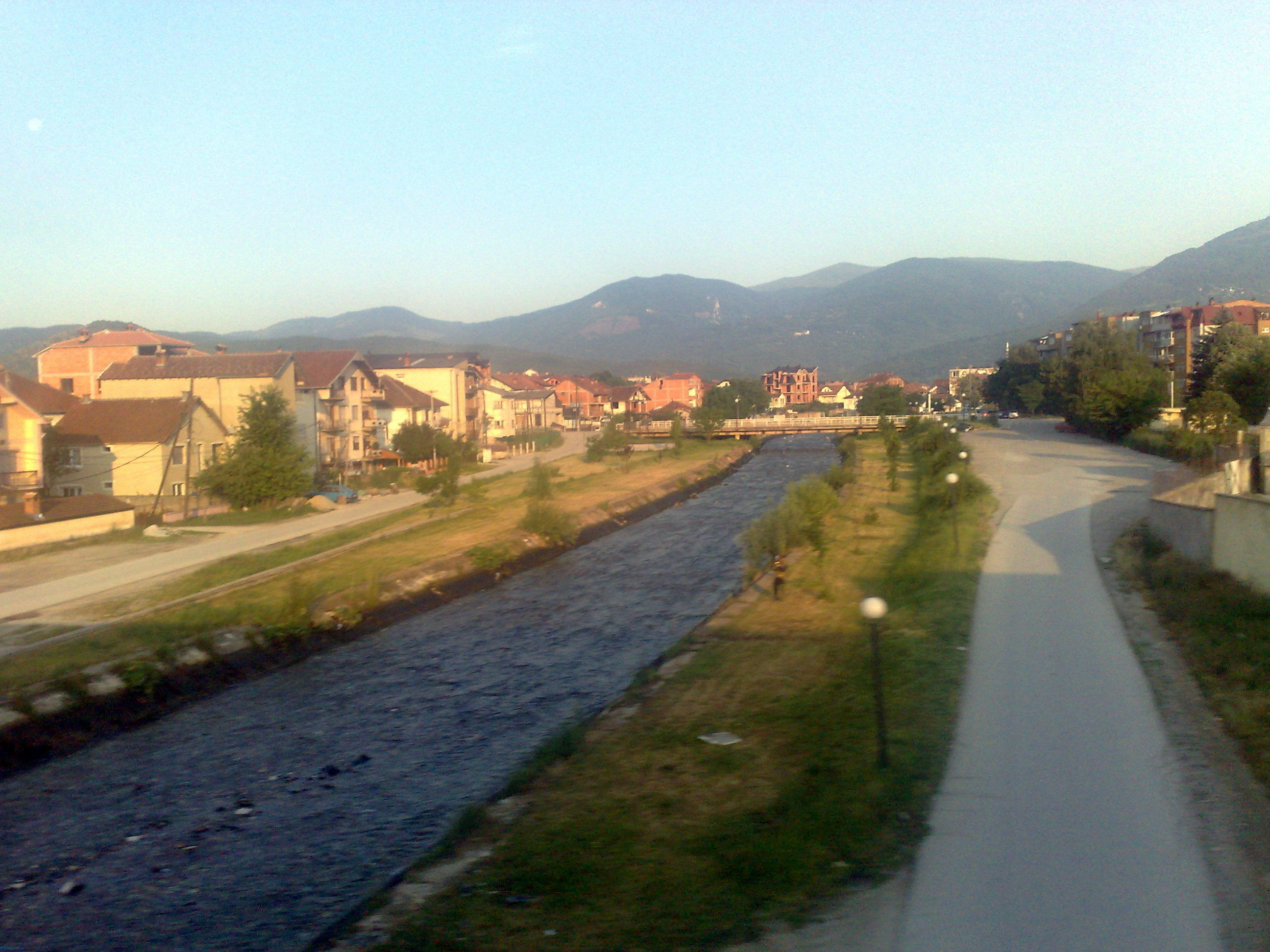
ヴァルダル川
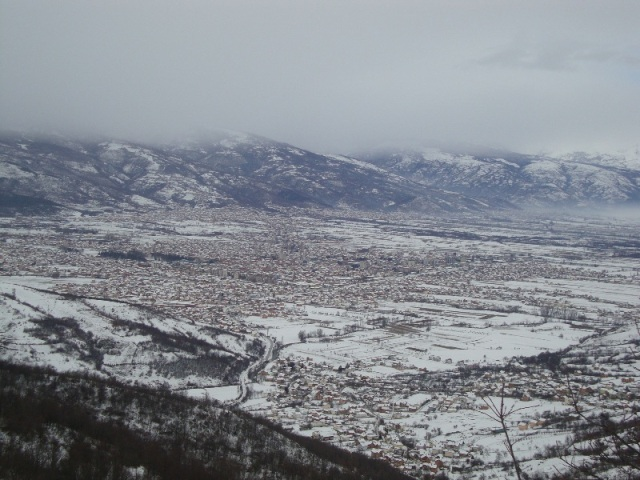
冬景色
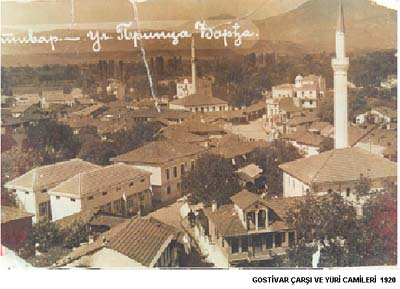
1920年頃のゴスティヴァル
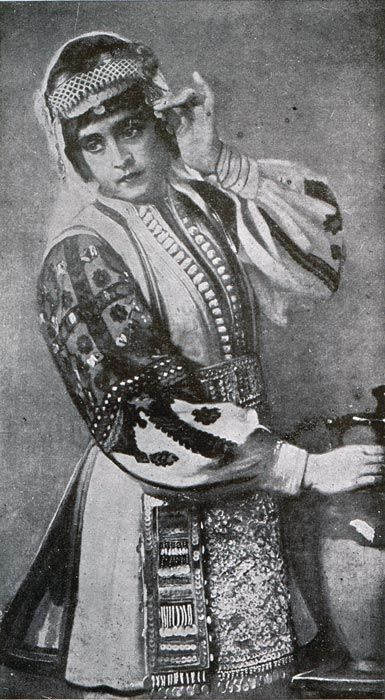
伝統的な女性の衣装